# 응우옌꽝또안
응우옌꽝또안(Nguyễn Quang Toản, 阮光纘, 완광찬, 1783년~1802년)은 대월 떠이선 왕조의 황제(1792년~1802년)이다. 다른 이름은 응우옌짯(Nguyễn Trát, 阮札)이며, 경성황제(景盛皇帝, Cảnh Thịnh hoàng đế, 까인틴호앙데)라고 불린다. 응우옌후에가 죽자 뒤를 이었으나 1802년에 응우옌 왕조의 가륭제에게 패배하고 잡혀 죽임을 당했다.